# Љуби ближњег свог
Љуби ближњег свог је роман немачког књижевника, Ериха Марије Ремарка, настао у септембру 1939. званично објављен марта 1941. у САД.
Радња романа прати живот троје немачких Јевреја прогнаних из Немачке 1939. од стране нацистичког режима. С обзиром на то немају пасоше, морају да се крију од полиције у свакој држави у коју оду. Након што проведу неко вријеме у затвору због нелегалног боравка, пребацују их преко границе у другу државу, гдје их опет чека прогон.

## Ликови

### Главни ликови
- Лудвиг Керн: Керн је двадесетједногодишњак, рођен у Дрездену. Отац му је Јевреј и држао је лабораторију у којој је производио тоалетну воду. Конкурент га је пријавио полицији, одузели су му држављанство и прогнали га из државе. Керн је био малољетан па су и њему одузели држављанство. У почетку свог избегличког живота, Керн је био крхк, недовољно јак психички, а живот уз Штајнера га је очврснуо. Схватио је да мора да буде јак да би опстао. Продавао је парфеме, тоалетну воду, сапун и сл. приликом чега је имао доста непријатности.
- Рут Холанд: Рут је била студенткиња на универзитету у Нирнбергу, Њемачке власти су донијеле одлуку о забрани студирања Јеврејима, а касније су је прогнали. У Прагу је упознала Керна и убрзо се заљубила у њега. У почетку је носила са собом своје књиге у нади да ће моћи да настави студије, што је на кратко вријеме успјела у Бечу, али је морала да напусти Беч након истека пасоша, а касније је продала књиге и наставила са Керном свој пут, циљ им је био Париз.
- Јозеф Штајнер: Штајнер је Њемац, није Јевреј, али је био члан групе VII, која је била против нациста. Након што је побјегао из концентрационог логора, скривао се код пријатеља на тавану, а затим је отишао у Беч, одакле је неколико пута протјериван, спријатељио се са Керном, а касније га и запослио. Упркос наговарању, жена се није развела од њега, а кад се разбољела послала му је писмо, због чега се Штајнер вратио у Њемачку, иако је знао да ће га ухватити.

### Споредни ликови
- Марил: Марил је био савезни посланик, у Прагу је био у истој соби са Керном и охрабрио га је да се упозна са Рут. Касније у Паризу, био је са њима и помагао им око основних ствари, показивао им је Лувр, изводио их на вечеру и бринуо се о Рут кад је Керн ухапшен. Марил је био и Штајнеров пријатељ, покушавао је да га одговари од повратка у Њемачку.
- Мориц Розентал: Отац Морис је јеврејски свештеник, са Годесберга на Рајни, има 75 година. У избјегништву је провео последње године живота. Помогао је свима колико је могао, а доста времена је провео по затворима.
- Биндер: Биндер је младић, приближно Кернових година. У Цириху се упознао са Керном, помогао му је да се снађе и упутио га гдје може да узме преноћиште. Брат му се убио јер није могао да поднесе избјеглички живот.
- Поцлох: Леополд Поцлох је окретан човјек, великих бркова и великог носа, држао је циркус у Бечу, у коме је запослио Штајнера као видовњака, а касније и Керна као његовог помоћника.
- Лило: Лило је стара Рускиња, куварица у Поцлоховом циркусу, из Русије је отишла прије 20 година.
- Класман: Керн је Класмана упознао у Паризу, овај му је рекао гдје може да одсједне, а помагао је и другим емигрантима.
- Кокош: Кокош су Штајнер и Керн упознали у затвору у Бечу. Дали су му надимак Кокош јер су га ухапсили кад се спремао да једе пиле, о чему је жалосно причао током боравка у затвору.
- Амерс: Амерс је тајни агент Њемачке нацистичке партије у Муртену, гдје чека емигранте који долазе у намјери да продају ствари и пријављује их полицији.

## Радња

### Први дио
Лудвиг Керн је двадесетједногодишњи бивши студент, рођен у Дрездену, 30. новембра 1914. полу Јевреј полу Хришћанин, који бива прогнан из Њемачке са оцем, од стране нацистичког режима, мајка му је хришћанка и примили су је у Мађарску. Керн је итишао у Беч, гдје је дијелио собу са Јозефом Штајнером и са једним Пољаком. Након два мјесеца, полиција је извршила рацију у хотелу и ухапсила имигранте, међу којима су били Керн и Штајнер, који су добили казну 14 дана затвора, након чега су протерани из Аустрије. Керн је отишао у Праг, гдје је добио дозволу боравка од 14 дана, док се Штајнер исте ноћи кад је прогнан вратио у Беч, у исти хотел гдје је био. Керн је у Прагу, преко бироа за помоћ избеглицама добио смештај у хотелу "Бристол", гдје је прве ноћи промашио собу, пипајући кревет, Керн је опипао груди дјевоке, која је наставила да спава, а Керн је неопажен изашао.
Керн је у једној радњи у Прагу нашао тоалетне боце које је производила лабораторија његовог оца у Њемачкој, прије прогонства. Од власника радње је добио очеву адресу, јер је овај често свраћао у намјери да прода рецепт, али га није нашао. По повратку у хотел, Керн је видио да дјевојка излази из собе у коју је ушао грешком прве ноћи. Од Марила, са којим је дијелио собу, сазнао је да се дјевојка зове Рут Холанд и позвао ју је да иду заједно у биоскоп, након чега су постали приснији. Керну је дошао отац у посјету, након што је сазнао да га је овај тражио. Керн је био разочаран очевим изгледом, а то је био и последњи пут да га је видио. Након 14 дана, Керн је добио дозволу боравка још пет дана, а затим је протеран из Чешке. Вратио се у Беч, гдје је Рут отпутовала неколико дана раније.
Штајнер је по повратку у Беч отишао у исти хотел у којем је био, након чега је учио да вара на картама и покушавао да набави лажни пасош. Након неког времена, на картама је зарадио довољно новца да купи аустријски пасош, а затим је почео да ради као помоћни келнер, а затим у Поцлоховом заводу за разоноду, циркусу Леополда Поцлоха, гдје је био видовњак. Керн је по повратку у Беч становао код једне јеврејске породице, али није могао дуго да остане. Отишао је у кафану Шперлер, у намјери да нађе Штајнера, заспао је чекајући. Штајнер га је нашао како спава, након чега га је одвео код себе и запослио га као асистента у циркусу. Недељу дана касније појавила се Рут, која је наставила да студира на универзитету у Бечу, дошла је на једну вечерњу представу. У наредним данима, Рут и Керн су уживали у својој заљубљености.

### Други дио
Након неког времена, на универзитету на којем је студирала Рут, избила је туча, око стотину студената је напало тридесетак јеврејских. Керн је бринуо да се нешто не догоди Рут, али није смио да се умијеша јер је полиција посматрала. Керн и Рут су покушали да побјегну, али када је један студент покушао да нападне Рут, Керн га је ударио и завршио је у полицијској станици, гдје је добио два мјесеца затвора. У затвору је учио бокс, од плавог студента који је бранио јевреје у тучи. Плави студент је изашао убрзо, а Керн је затим учио француски од руског професора. Након што је одслужио казну, Керн је протјеран доживотно из Аустрије, али је већ наредног јутра био у циркусу. Од Штајнера је сазнао да је Рут протјерана и да је отишла у Цирих. Керн је остао у циркусу два дана, али је постало опасно и одлучио је да отпутује у Цирих. Тамо је упознао Биндера, који му је објашњавао како да се снађе и гдје да се смјести. Увече је отишао код Рут, која је становала код породице Нојман, али нису могли ту да остану дуго. У Луцерну је Керн радио у малој радњи са рубљем, а затим су отишли у Берн. Тамо је Керна преварио човјек по имену Биндинг и украо му 40 франака. Из Берна су отишли после два дана. На путу до Муртена падала је јака киша, због чега су замолили једног старог чобана да им допусти да спавају у појати за овце, што им је допустио.
Керн је наредног дана увече ишао да покуша да прода тоалетну воду, сапун и парфем. Дошао је код Амерса, који је довео полицију док су Керна заговарале његова жена и сестра, чиновник који је ухапсио Керна, пустио га је да побјегне. Када се Керн вратио, Рут је била у грозници, због кише се разбољела. Керн је нашао јеврејског доктора, Бера, који је Рут смјестио у болницу. Иако је знао да је опасно, Керн је одлучио да оде испред болнице гдје је Рут и бацањем запаљених шибица у ваздух омогућио јој да га види са прозора. То се завршило лоше по Керна, јер га је видио жандарм и одвео га у полицијску станицу, гдје су утврдили да нема пасош и осудили га на 14 дана затвора због нелегалног боравка у држави.
Након Керновог одласка у Швајцарску, Штајнеров помоћник у циркусу је био бивши адвокат, Голбах, који није умио све да уради како треба. После неког времена, циркус је морао да настави даље, а и Штајнер је хтио да оде у Француску, јер је Аустрија била близу припајања Њемачкој. Керн је изашао из затвора након 14 дана и пребацили су га у Француску, гдје се он одмах пријавио полицији и тражио да га врате назад. Тако се пријављивао неколико пута на обје границе, чекајући док Рут изађе из болнице. Керн и Рут су се нашли у Женеви, а затим су увече прешли границу и отишли у Париз. Тамо је упознао Класмана, који га је упутио у хотел Верден, гдје су били многи Кернови и Рутини познаници. Штајнер је у чуо шта се десило Керну у Берну и отишао је код Амерса представивши се као високи функционер партије, узео је од Амерса 60 франака и отишао у Париз. Керн није могао да нађе посао, продао је капут, кофер и ствари које му је дао Поцлох, а затим су продавали Рутине ствари. Једне ноћи стигао је Штајнер и дао им новац који је узео од Амерса. Класман им је обезбиједио посао на изградњи свјетске изложбе, гдје су зарадили велики новац.
Штајнеру је стигло писмо из Њемачке, од жене, била је болесна и остало јој је свега неколико дана живота, о чему се Штајнер информисао телефонирајући доктору. Одлучио је да оде у Њемачку, иако је знао колико је то опасно, морао је да види жену при је него што умре. Марил је покушавао да га одговори од тога, али безуспјешно, отишао је возом, а пошто је имао лажни пасош, није имао проблема са уласком у Њемачку. У току радова на изградњи изложбе, полицајци су зауставили Керна и Марила, а како Керн није имао дозволу боравка, одведен је у станицу, добио је два мјесеца затвора. Штајнер је у Њемачкој посјетио неколико пута, а затим га је сачекала полиција кад је изашао из собе, пријавила га је медицинска сестра. Чиновник код кога је одведен дозволио му је да посјети жену и наредна два дана у замјену за имена групе VII, којој је припадао, а која је била против нациста. Другог дана је Штајнерова жена Марија умрла, Штајнер је требало да буде пребачен у концентрациони логор, али је гурнуо чиновника и скочио са њим кроз прозор.
Керн је након два мјесеца изашао из затвора, протеран је, али се одмах вратио у Париз. Од Марила је сазнао да је Штајнер ухапшен. Од комитета су добили визе и карту возом до Мексика, гдје су Рут и Керн отишли.